# Punch (rapper)
Terrence Louis Henderson Jr., mais conhecido por seu nome artístico Punch, é um rapper, compositor, produtor musical e executivo de gravação americano de Carson, Califórnia. Ele é mais conhecido por ser o presidente da gravadora independente Top Dawg Entertainment (TDE). Ele também foi produtor executivo de vários álbuns de sucesso, incluindo Section.80  de Kendrick Lamar (2011), Habits & Contradictions de Schoolboy Q (2012), 3ChordFold de Terrace Martin (2013) e mais. Além de sua carreira musical solo, Punch é membro do coletivo de hip hop A Room Full of Mirrors, ao lado dos colegas rappers Daylyt, Nick Grant, The Ichiban Don, Lyric Michelle, Hari e muito mais.
Terrence Henderson fundou a gravadora independente Top Dawg Entertainment (TDE) com sede em Carson, Califórnia, em 2004, com Anthony "Top Dawg" Tiffith e Dave "Miyatola" Free. Ele então começou sua carreira musical em 2007 sob o apelido de Punch. Em março de 2016, Punch revelou planos para lançar seu primeiro álbum de estúdio. Punch disse à Billboard que planeja fazer "um projeto com certeza", embora seu processo artístico geralmente ocorra em surtos: "Acho que finalmente vou terminar porque escrevo muito e gravo de vez em quando. Eu acho que vou em frente e nocautear neste ponto. " Em 5 de dezembro de 2016, Punch lançou um single intitulado "Gold".